# Пшистайнь (гмина)
Пшистайнь (пол. Przystajń) — сельская гмина (волость) в Польше, входит как административная единица в Клобуцкий повет, Силезское воеводство. Население — 6102 человека (на 30.06.2005 год).

## Демография
| Перепись                       | Всего   | Всего | Женщины | Женщины | Мужчины | Мужчины |
| ------------------------------ | ------- | ----- | ------- | ------- | ------- | ------- |
| Единицы                        | человек | %     | человек | %       | человек | %       |
| Население                      | 6026    | 100   | 3011    | 50      | 3015    | 50      |
| Плотность населения (чел./км²) | 67,8    | 67,8  | 33,9    | 33,9    | 33,9    | 33,9    |

## Сельские округа
1. Антонув
2. Бур-Заяциньски
3. Бжезины
4. Домброва
5. Гурки
6. Каминьско
7. Костшина
8. Луги-Радлы
9. Мрувчак
10. Нова-Кузница
11. Подленже-Шляхецке
12. Пшистайнь
13. Секеровизна
14. Станы
15. Стара-Кузница
16. Вильча-Гура
17. Вжосы

## Соседние гмины
1. Гмина Кшепице
2. Гмина Олесно
3. Гмина Панки
4. Гмина Вренчица-Велька